# Куприяновский сельсовет (Завитинский район)
Куприя́новский сельсове́т — упразднённое муниципальное образование со статусом сельского поселения в составе Завитинского района Амурской области. 
Административный центр — село Куприяновка.

## История
10 ноября 2005 года в соответствии с Законом Амурской области № 88-ОЗ муниципальное образование наделено статусом сельского поселения.
Упразднён в январе 2021 года в связи с преобразованием муниципального района в муниципальный округ.

## Население
| 2002 | 2010 | 2011 | 2012 | 2013 | 2014 | 2015 | 2016 | 2017 |
| ---- | ---- | ---- | ---- | ---- | ---- | ---- | ---- | ---- |
| 816  | ↘625 | ↘618 | ↘601 | ↘590 | ↘575 | ↘570 | ↘546 | ↘543 |
| 2018 | 2018 |      |      |      |      |      |      |      |
| ↘532 | →532 |      |      |      |      |      |      |      |

## Состав сельского поселения
| № | Населённый пункт | Тип населённого пункта       | Население |
| - | ---------------- | ---------------------------- | --------- |
| 1 | Куприяновка      | село, административный центр | ↘334      |
| 2 | Подоловка        | село                         | ↘172      |
| 3 | Фёдоровка        | село                         | →26       |